# Zakaria Aboukhlal
Zakaria Aboukhlal, född 18 februari 2000 i Rotterdam, är en marockansk-nederländsk fotbollsspelare som spelar för franska Toulouse och Marockos landslag.

## Klubbkarriär
Den 24 juni 2022 värvades Aboukhlal av franska Toulouse.

## Landslagskarriär
Aboukhlal debuterade för Marockos landslag den 13 november 2020 i en 4–1-vinst över Centralafrikanska republiken, där han även gjorde sitt första mål. Aboukhlal har varit en del av Marockos trupp vid Afrikanska mästerskapet 2021 och VM 2022 i Qatar.